# Carl Julius Malmquist
Carl Julius Malmqvist (16. juni 1819-4. august 1859) var en dansk militærmusiker, komponist og kordirigent.
Efter at have modtaget nogen undervisning i valdhorn blev Carl Malmquist som 15-årig ansat som militærmusiker. Ved selvstudium i klaver, guitar og musikteori skabte han sig derefter en karriere som komponist og kordirigent. Han skrev en række mandskorsange og en del enstemmige sange, men også egen musik og arrangementer af andres musik til diverse teaterforestillinger. Under 1. Slesvigske Krig var han general de Meza behjælpelig med at notere nogle af dennes kompositioner. Kort før sin død komponerede han på en symfoni, hvoraf 2 satser blev opført i Tivoli.

## Musik (ikke komplet)
- Kong Valdemars vilde Jagt (mandskor)
- Sang på Sundet (mandskor)
- Sjömandens Farväl (mandskor)
- Opsang i Spillet (mandskor)
- Rosenknoppen (sang)
- O var jeg kammen i dit hår (sang)
- Hvor tindrer nu min stjerne (sang af Chr. Winther)
- Huldrebakken (scenemusik)
- Mer end Perler og Guld (scenemusik)
- Hyldemor (scenemusik)
- Kjærlighed uden Strømper (scenemusik)
- Den graa Paletot (scenemusik)
- En Nat i Roeskilde (scenemusik)
- Fra store og lille Strandstræde (scenemusik)
- Ikke en smule jaloux (scenemusik)
- Peer kommer hjem (scenemusik)
- Et vidunder (scenemusik)